# Lleteroles veres (grup de bolets)
Les lleteroles veres o lleteroles veritables són lleteroles de llet blanca, sovint immutable o que esdevé groguenca, de barret llis, sec i sense zones concèntriques. El viratge de la llet de color blanc a groc pot ser poc visible o consistent.
És el grup de lleteroles més divers i amb el nombre més alt d’espècies. Algunes lleteroles veres són de carn força massissa, com les lleteroles roges pertanyents al gènere Lactifluus
Totes les lleteroles veres pertanyen als gèneres Lactarius i Lactifluus

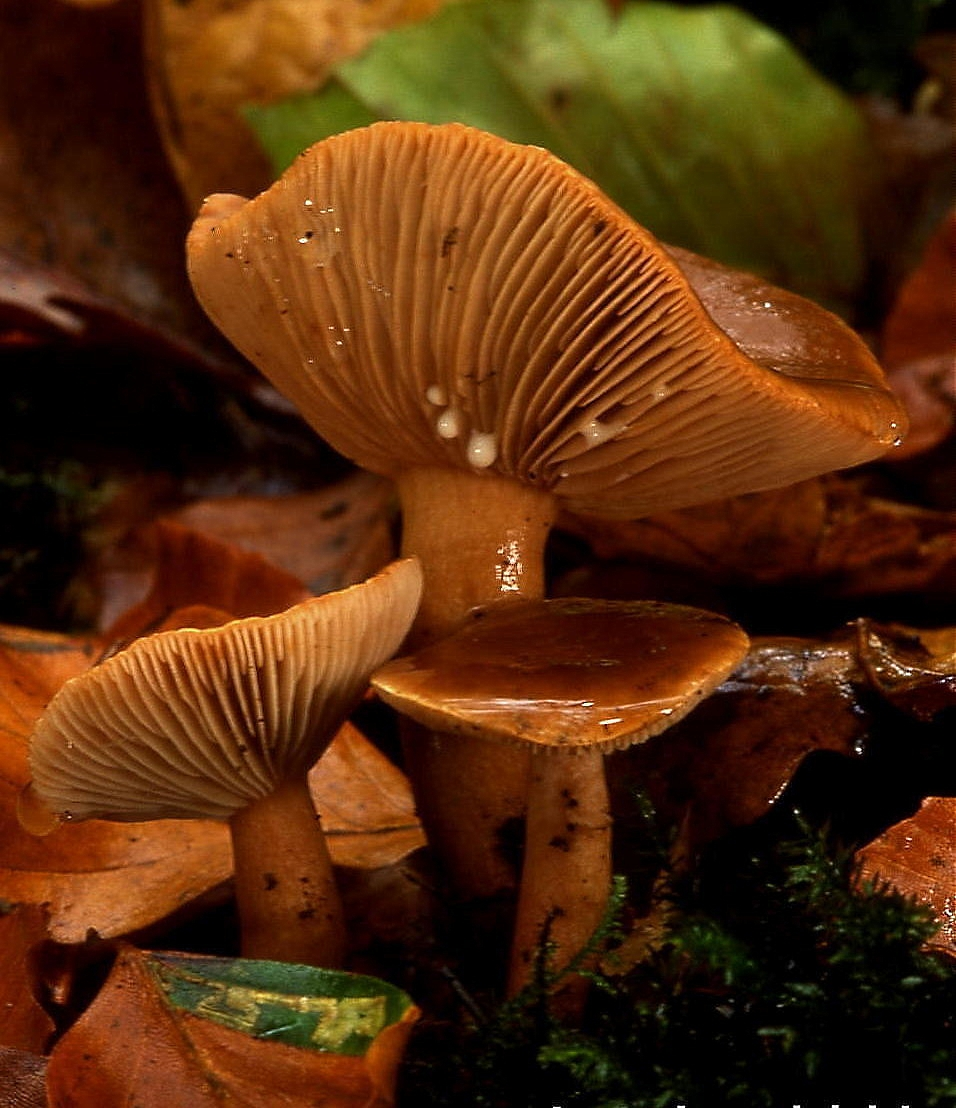
Lleterola roja de faig (Lactarius subdulcis)

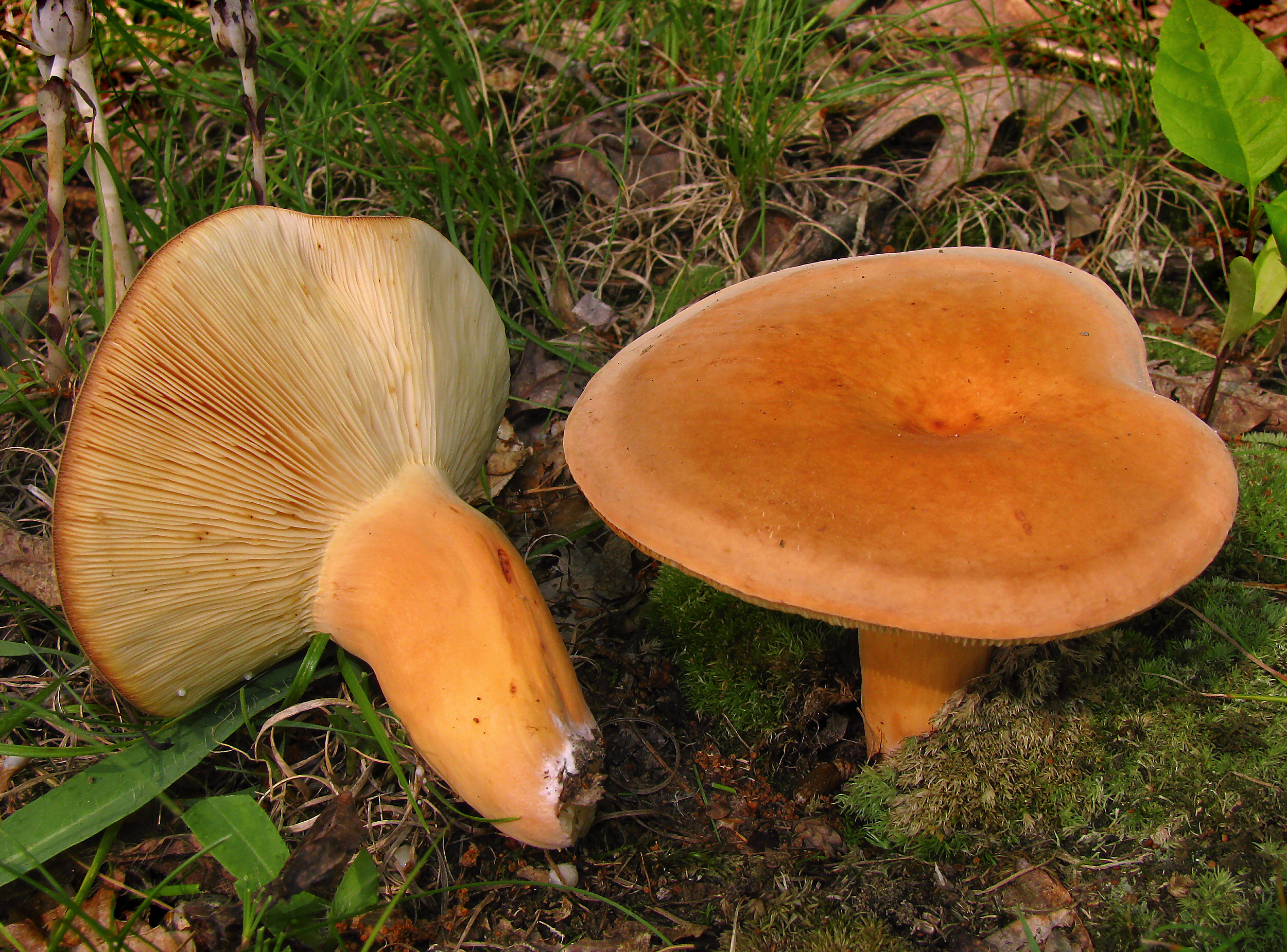
Lleterola roja (peixenca) (Lactarius volemus)

### Espècies de lleteroles veres
Entre les lleteroles veres de llet immutable: 
- Lactarius aurantiacus, lleterola taronja
- Lactarius badiosanguineus, lleterola roja de pi
- Lactarius glyciosmus, lleterola de coco de bedoll
- Lactarius lilacinus, lleterola lila
- Lactarius mammosus, lleterola de coco de pi
- Lactarius quietus, lleterola bruna de roure
- Lactarius rubrocinctus, lleterola de cama amb vora roja
- Lactarius rufus, lleterola roja escaldabec
- Lactarius subdulcis, lleterola roja de faig
- Lactarius tabidus, lleterola de bedoll
- Lactarius zugazae, lleterola de Zugaza
- Lactifluus hepaticus, lleterola de fetge
- Lactifluus rugatus, lleterola vera, lleterola roja (de vora arrugada)
- Lactifluus subvolemus, lleterola roja (clapada)
- Lactifluus volemus, lleterola roja (peixenca)

Entre les lleteroles veres de llet groguejant: 
- Lactarius decipiens, lleterola de gerani
- Lactarius fulvissimus, lleterola taronja de roure
- Lactarius lacunarum, lleterola taronja de mollera